# Inmigración rusa en Argentina
La inmigración rusa en Argentina (en ruso: Русские в Аргентине) es el movimiento migratorio proveniente de la Federación Rusa hacia la República Argentina, aunque generalmente se cuentan como rusos a todas aquellas naciones que fueron parte del Imperio ruso, y posteriormente de la Unión Soviética, ya que muchos inmigrantes provenientes de estos países emigraban con pasaporte ruso. En Argentina vive la mayor comunidad rusa en América Latina y la comunidad suele celebrar el Día de la Victoria.
Entre 1881 y 1914, unos 160 000 rusos llegaron al país, convirtiéndose de este modo en la cuarta migración más importante que recibió Argentina en aquellos años, siendo precedidos únicamente por los italianos con 2 000 000, españoles con 1 400 000 y franceses con 170 000.
Actualmente, hay 350 000 personas de origen ruso viviendo en Argentina, sobre todo en la Región Metropolitana de Buenos Aires. La mayoría llegó entre 1880 y 1921. Hacia esa época, los oriundos del Imperio Ruso constituían un 5% de la población del país. Una parte más pequeña de la comunidad llegó al país en la década de 1990. A grandes rasgos se pueden contar cinco grandes olas de inmigración rusa en Argentina, siendo las últimas tres de ellas constituidas netamente por rusos (las dos primeras se componían además por grandes contingentes de personas provenientes de otros lugares de Europa del Este, incluidos los alemanes del Volga).

## Historia

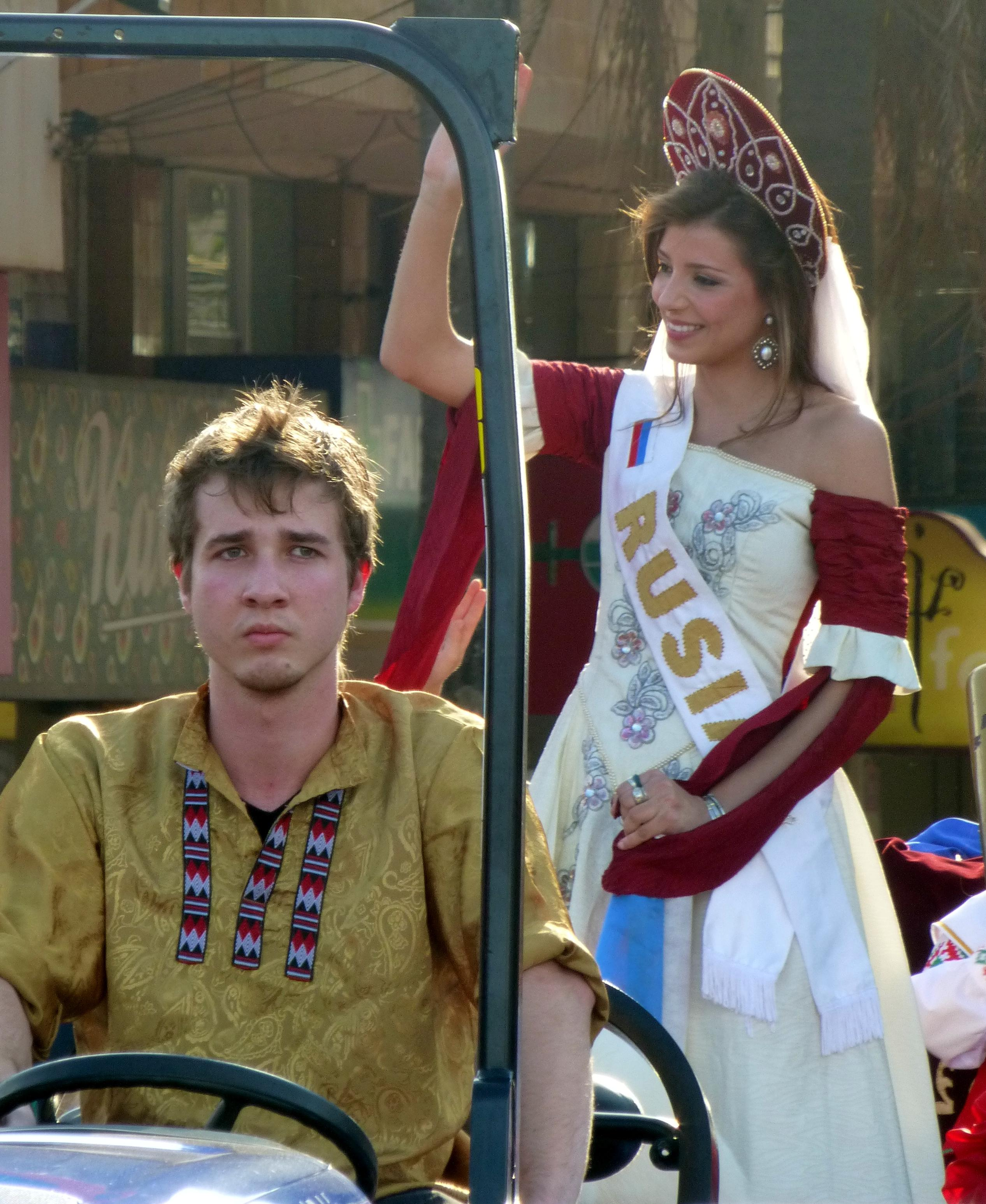
Silvana Mariel Kwatyrka, representante de la colectividad rusa, durante el desfile de inauguración de la XXXIV Fiesta Nacional del Inmigrante en Oberá, provincia de Misiones.

Distribución de los nacionales rusos en la Argentina según el censo de 1914.

### Primera ola
La primera ola que vino de Rusia estaba compuesta por alemanes del Volga, quienes después de la introducción en el Imperio Ruso del servicio militar universal en 1874, comenzaron a emigrar al país. Ya para 1910 la población era de 45.000 alemanes. Además de rusos, se habían asentado en Argentina otros grupos poblacionales eslavos como los búlgaros, serbios y montenegrinos, muchos de los cuales buscaban el patrocinio de la Rusia ortodoxa en un país católico. Las relaciones diplomáticas entre el Imperio Ruso y Argentina se establecieron en 1885.[cita requerida]

### Segunda ola
Alrededor de 1890, se produjo una ola de emigración de judíos del Imperio Ruso, lo que llevó a que en 1910 la población judía proveniente de Rusia ascendiera a 100.000. En 1891, la Sociedad Barón Hirsch fue fundada para ayudar a la colonización judía.[cita requerida]

### Tercera ola
Tras la convocatoria de los reclutadores de Rusia al país, comenzaron a llegar los trabajadores de temporada, en su mayoría campesinos de las provincias occidentales de Rusia. Uno de los más destacados representantes rusos de la época era un embajador extraordinario de la República Argentina, S. Alexander, hijo de Jonas, que sirvió como embajador en Brasil y antes de eso, como exministro Residente en Montenegro. Pasando a lo largo de la costa este de América Latina, publicó su obra "En América del Sur". Gracias a sus esfuerzos, se arraigaron ortodoxos en Argentina. El 14 de junio de 1888, se inauguró en Buenos Aires la primera Iglesia Ortodoxa en América del Sur, solo constituida por un par de estrechas habitaciones. Este templo, que más tarde se convirtió en un lugar de apoyo mutuo, se abrió el 23 de septiembre de 1901 en la calle Brasilia, con la asistencia del abad de Constantino Gavrilovic Izraztsov (1865-1953). Lleva el nombre de Catedral de la Santísima Trinidad. El templo fue construido en el estilo de las iglesias de Moscú del siglo XVII por el académico y arquitecto Alejandro Christophersen quien trabajó en la obra.[cita requerida]
Tras la revolución rusa de 1905, la emigración hacia América Latina se había triplicado en comparación con los veinte años anteriores y dentro de ella no sólo había judíos y rusos sino también ucranianos y de otras nacionalidades. El número total de personas que llegaron al nuevo país fue de 120.000, convirtiéndose en el tercer grupo europeo más importante del país tras los italianos y españoles que se ubicaban en primer y segundo lugar respectivamente.[cita requerida]

### Cuarta ola

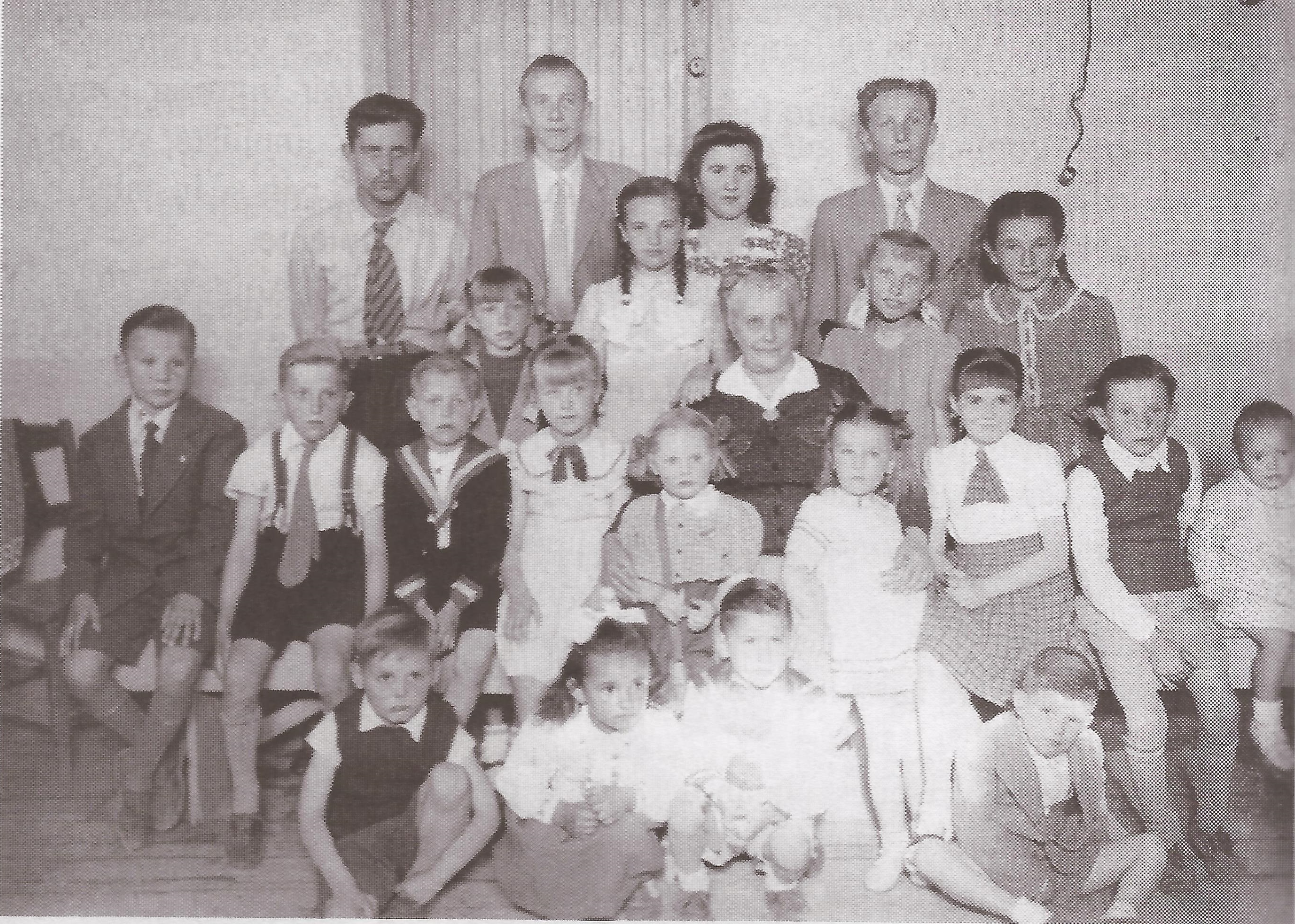
Niños ruso-argentinos junto a su maestra de idioma ruso y danzas en Comodoro Rivadavia, provincia del Chubut, hacia 1945.

Como resultado de la Guerra Civil en Rusia comenzó el flujo de las olas de emigración rusas que atravesarían la península de Crimea, Estambul, los Balcanes y Europa occidental.[cita requerida]
Durante la Segunda Guerra Mundial, la mayoría de los rusos que vivían en Argentina compartían sentimientos prosoviéticos y después de la guerra aumentó la simpatía y una iglesia del Patriarcado de Moscú se inauguró en Buenos Aires. También hubo un nuevo éxodo de emigrantes desde Europa. En 1948, el presidente Juan Domingo Perón dictó una ley que permitía la admisión de 10.000 rusos.  También llegaron a Argentina otros 5.000 a 7.000 personas. Entre ellos se encontraban diez sacerdotes de la Iglesia Ortodoxa de RusIa y unos pocos cientos de soldados. También emigraron generales, unas cuantas docenas de coroneles, Caballeros de San Jorge, oficiales de la Armada Imperial Rusa, etc.cadetes imperiales y cadetes de Relaciones Exteriores.[cita requerida]
En 1969, el Arzobispo Leoncio (Vasily Konstantinovich Filipovich) llegó a Buenos Aires desde Chile. Se dedicó a la tarea de superar la división entre la Unión Soviética y las congregaciones de monárquicos. Falleció en 1971.[cita requerida]

### Quinta ola
La última ola de emigración del siglo XX coincidió con la Perestroika y los rusos incluidos llegaron en busca de trabajo y de residencia permanente en el país. 

### Sexta ola
A partir del conflicto Rusia-Ucrania se produce en 2022 un flujo migratorio de familias rusas que ante las sanciones internacionales, la posibilidad de la extensión del conflicto hacia una guerra y su consecuente movilización total, deciden migrar hacia Argentina, habiendo comunidades históricas ya afincadas, pero en el marco también de una agencia no gubernamental ruso-argentina promotora de esta propuesta migratoria, siendo la generosidad institucional del país, la fortaleza del pasaporte argentino ante los estándares internacionales, y un tipo de cambio rublos-pesos muy beneficioso, que ha permitido que estas familias se afinquen principalmente en Buenos Aires, y madres embarazadas den a luz a sus hijos logrando la nacionalidad del país sudamericano, y la eventual doble ciudadanía permitida por la legislación.
Se estima que durante el 2022 ingresaron más de 23.000 emigrantes, con la particularidad del ingreso de centenares de mujeres embarazadas. Las solicitudes de residencia de ciudadanos de ese país pasaron de 199 en 2021 a 2.106 en 2022 y 8.488 en 2023, mientras que ingresaron como turistas 18.718 en 2022 y 30.840 en 2023.

## Religión

### Iglesia ortodoxa
Buenos Aires es sede de la Eparquía de Argentina y Sudamérica de la Iglesia ortodoxa rusa, una diócesis de dicha iglesia del Patriarcado de Moscú que abarca las parroquias que se encuentran en los países americanos al sur de México y Estados Unidos.
Buenos Aires también es sede de la Diócesis de Sudamérica (en ruso: Южно-Американская епархия, romanización Karakasskaia i Yuzhno-Amerikanskayia yeparjia) de la Iglesia ortodoxa rusa fuera de Rusia. Abarca las parroquias ubicadas en Argentina, Brasil, Chile, Paraguay y Uruguay. Fue formada en 2009 al fusionarse la Diócesis de Sudamérica con el Vicariato en Caracas de la Iglesia ortodoxa rusa en el extranjero. Es administrada por el obispo de Caracas y Sudamérica, actualmente Juan (Bērziņš), nacido en Australia y descendiente de letones.[cita requerida]

### Judaísmo
Muchos de los inmigrantes rusos que llegaron a la Argentina pertenecen al pueblo judío. Los judíos rusos, en su inmensa mayoría asquenazíes de habla ídish, al llegar, muchos solían identificarse y sentirse más familiares con la cultura y tradiciones judías en sí, que con la cultura rusa en general, aunque muchos conservaron costumbres o tradiciones rusas como el idioma ruso (además del ídish) o la gastronomía. Con el correr del tiempo en Argentina ha sido común referirse a los judíos como rusos, ya que gran parte de los judíos llegados a la Argentina provenían de distintas partes del Imperio ruso y posteriormente de la Unión Soviética. Gran parte de los judíos rusos llegados al país se asentaron en la provincia de Entre Ríos, donde formaron y fundaron colonias agrícolas y pueblos a lo largo y ancho de la provincia, donde comenzaban y formaban su vida comunitaria estableciendo asociaciones israelitas, colegios hebreos, y sinagogas, entre otras cosas. Este tipo de colonización agrícola también sucedió en otras provincias como Santa Fe, Buenos Aires, Chaco, entre otras.[cita requerida]

## Galería

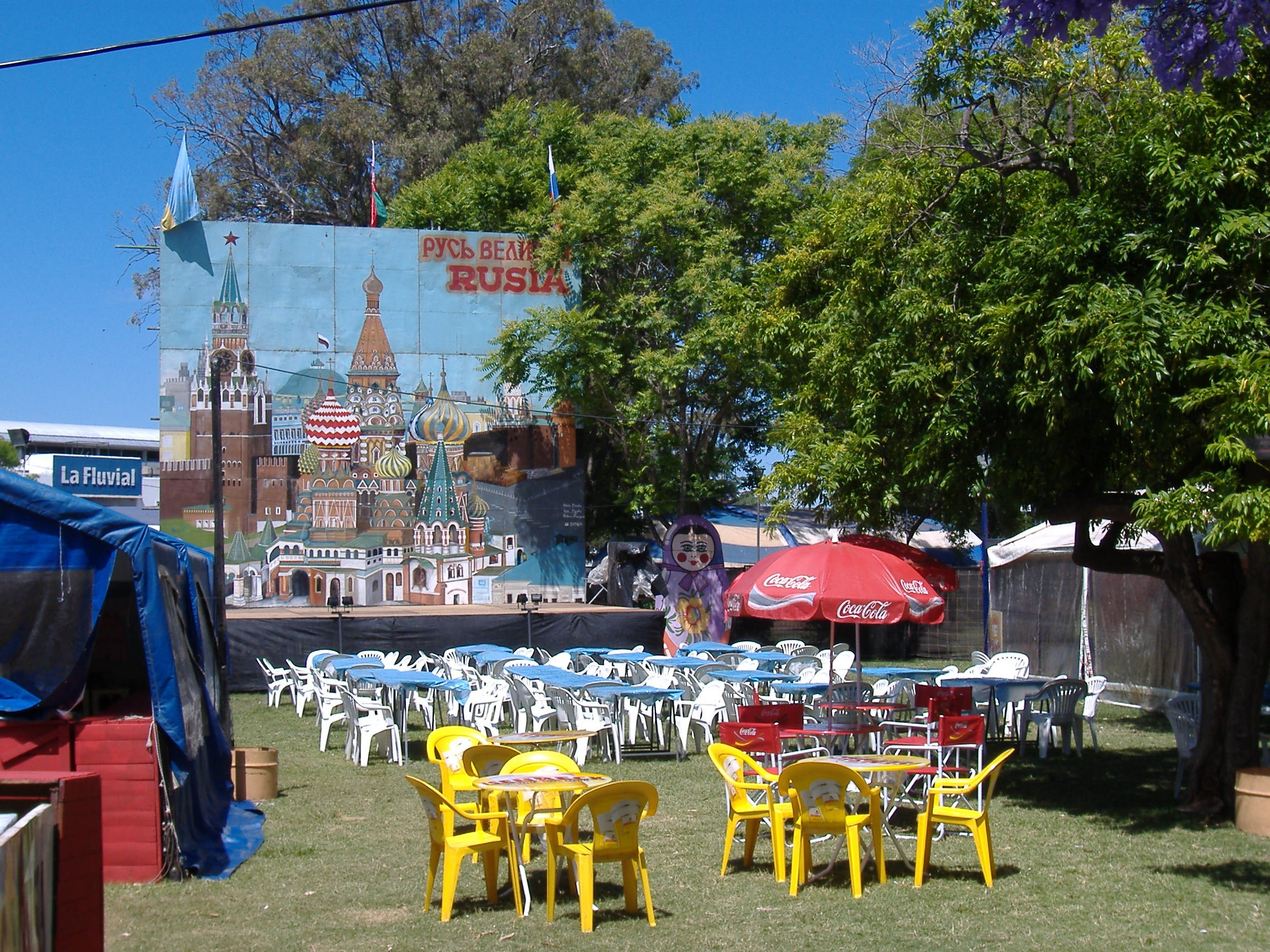
Rusia en el Encuentro y Fiesta Nacional de Colectividades en Rosario en 2006.
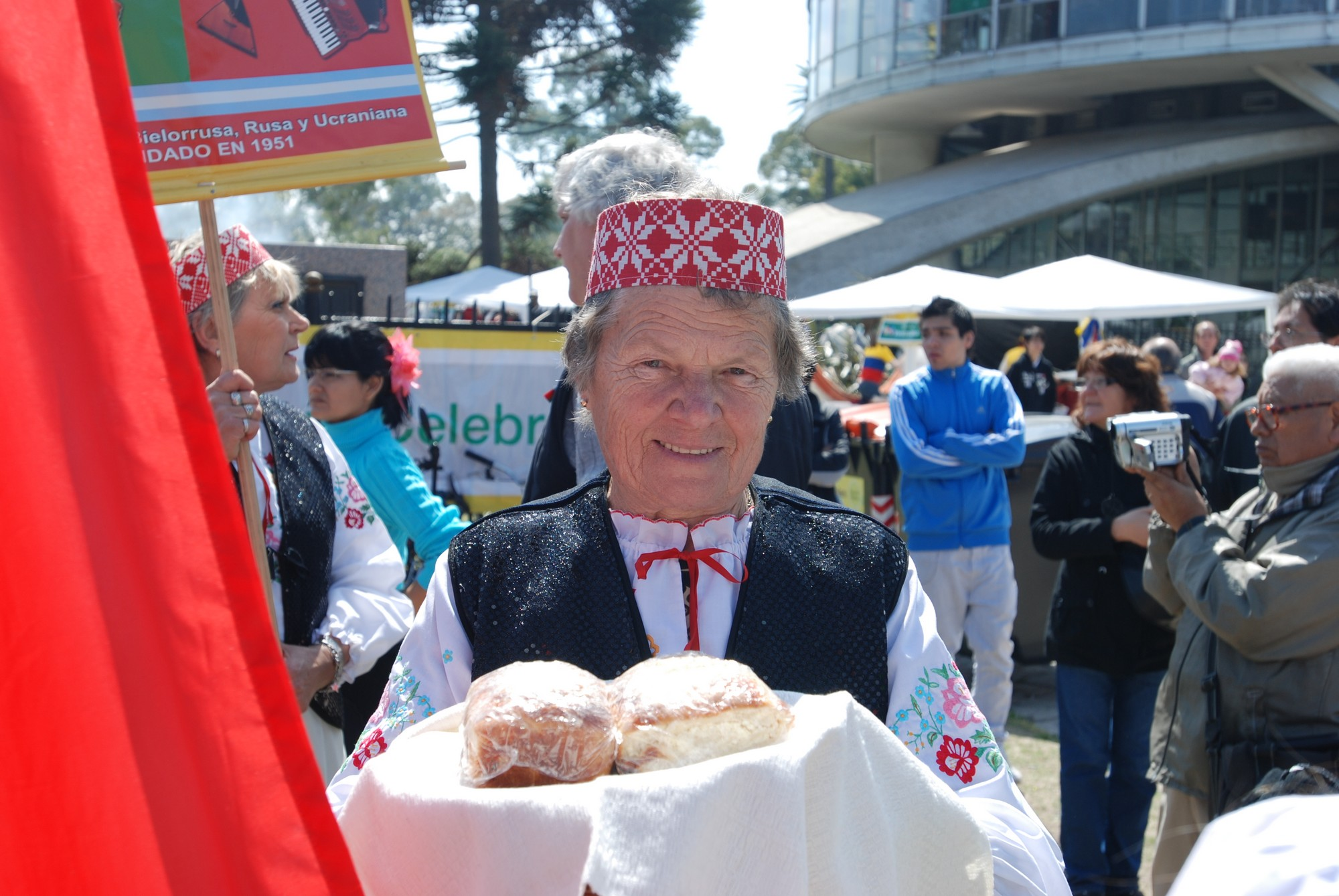
Colectividad Bielorrusa, Rusa y Ucraniana (Club Cultural y Deportivo Vissarion G. Belinski) en la celebración del Día del Inmigrante en 2010 en Buenos Aires.
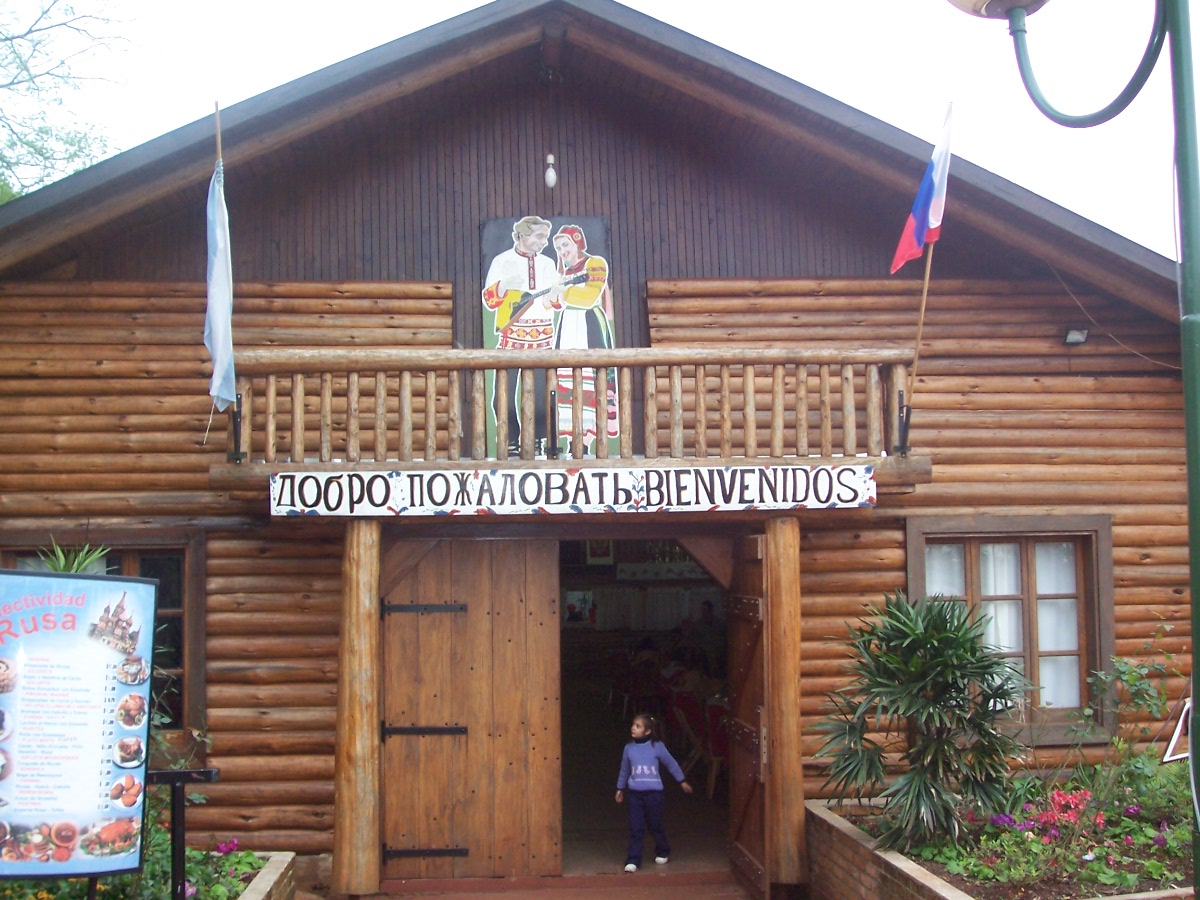
Casa de la colectividad rusa en Oberá.
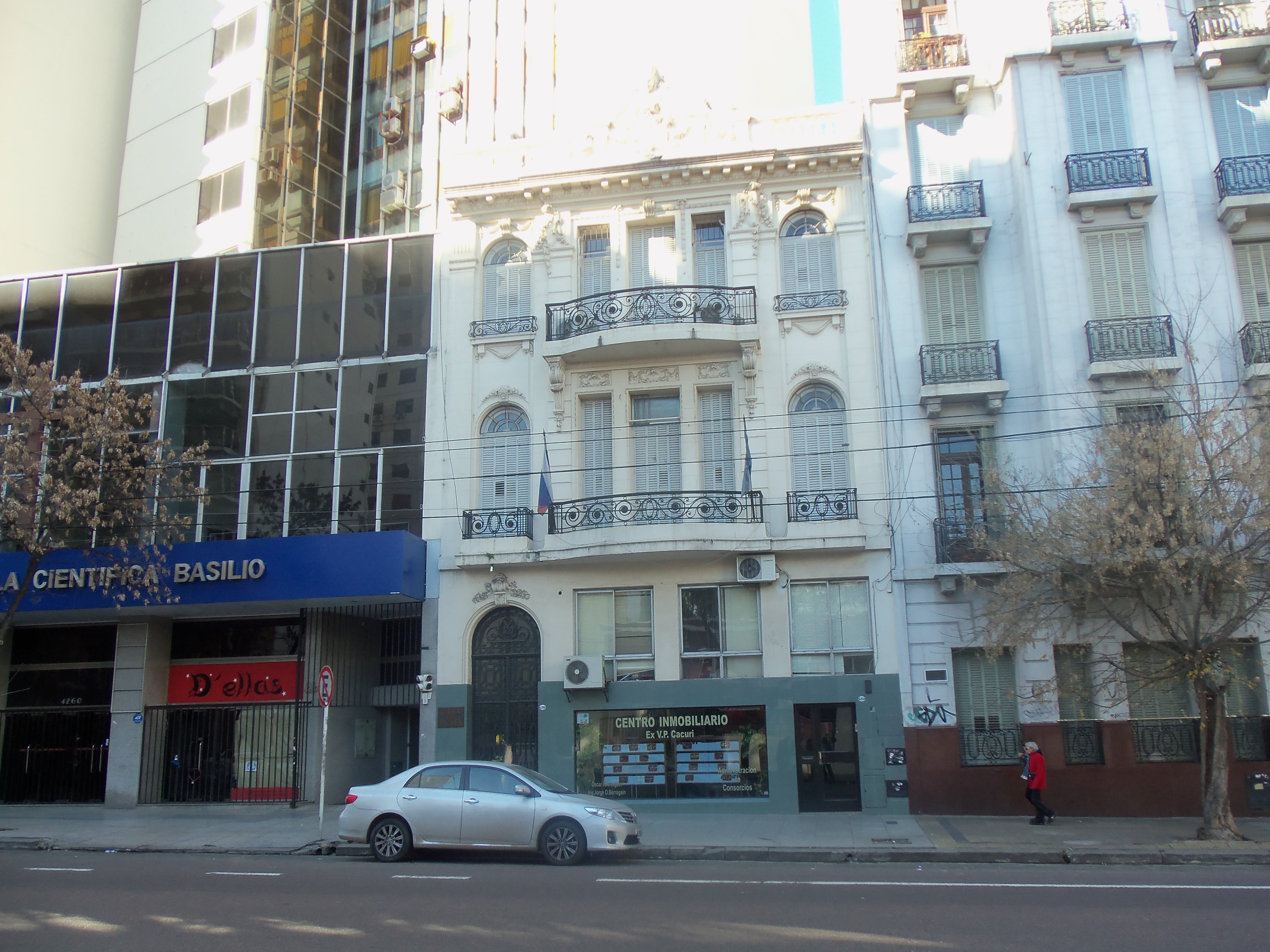
Casa de Rusia en Buenos Aires, representación de Rossotrudnichestvo.
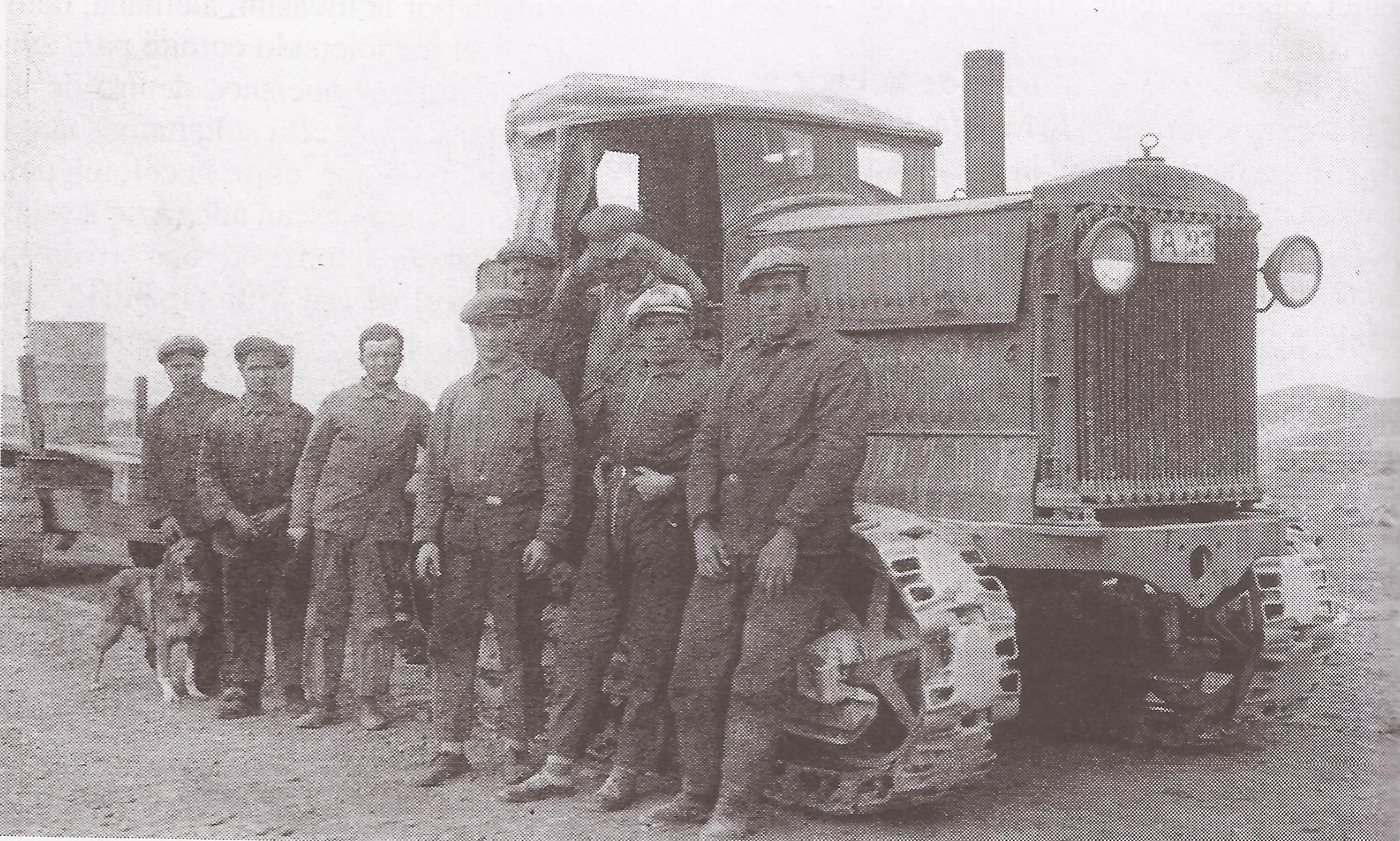
Obreros rusos en el yacimiento de Astra, Chubut, hacia 1936.